# Flávia Lins
Flávia Lins Silva (Río de Janeiro, 1971) es una guionsita, periodista y escritora brasileña.

## Biografía
Estudió en la Universidad Católica de Río de Janeiro, e hizo una maestría en literatura infantil en la Universidad Autónoma de Barcelona. Trabajo 16 años en Tv Globo.
Su libro superventas Diario de Pilar de Lins, retrata la historia de una niña de 10 años, exploradora que desea saber cómo funciona todo en otras culturas. La saga tiene más de diez libros publicados, entre ellos: Diario de Pilar en Grecia, Cuaderno de viajes de Pilar, Diario de Pilar en Egipto. Los libros inspirado la serie del canal NatGeo Kids, que en la primera temporada viaja por Grecia, China y los Andés.
Sus libros han sido editados en países como México, Colombia y Uruguay. 
Nominada al Gran Premio del Cine Brasileño.

## Libros
- 2014, Diario de Pilar en Grecia (ISBN 9789876128247)
- 2015, Diario de Pilar en Amazonas. (ISBN 9789876129183)
- 2016, Diario de Pilar en Egipto.(ISBN 9789877471311)
- 2017, Diario de Pilar en Machu Picchu. (ISBN 9789877473063)
- 2018, Diario de Pilar en China. (ISBN 9789877474299)
- 2018, Diario de Pilar en África. (ISBN 9789877473711)
- 2019, Tu diario de viaje con Pilar. (ISBN 9789877474756)
- 2021 Diario de Pilar en India.